# REIKA (モデル)
REIKA（れいか）は、ファッションモデル。兵庫県出身の日本人
兵庫県、神戸市出身。サトルジャパン所属。

## 出演

### 雑誌
- CLASSY
- MORE
- With
- non-no
- oggi
- MAQUIA
- CREA
- 美的
- Hanako
- an・an
- ar
- 25ansウエディング
- ゼクシィ

### CM
- ユニバーサルスタジオジャパン「スパイダーマン」
- セブンアイ&ホールディングス「イトーヨーカ堂」
- 花王「ロリエ」
- 花王「こくリッチメイクオフクリーム」
- 三井不動産「三井アウトレットパーク」

### 広告
- ベルセゾン「ブライダル」
- ヤーマン
- タカラベルモント「IAUシリーズ」
- パルティーレ福岡「ブライダル」
- ラリアンス「ブライダル」

### ショー・イベント
- 神戸コレクション2010S/S 2011A/W 2012A/W
- 東京ランウェイ2012A/W